# Svenska Orgelbyggares Förening
Svenska Orgelbyggares Förening, även förkortat SOF, är en förening för orgelbyggare som bildades 1939. Föreningen verkar för vidareutveckling av tekniska och konstnärliga hänseende inom svenskt orgelbyggeri. 

## Föreningsmedlemmar
- 1988 Olof Hammarberg
- 1988 A Mårtensson Orgelfabrik AB
- 1988 J Künkels Orgelverkstad AB
- 1988 Walter Thür Orgelbyggen AB
- 1988 Lindegrens Orgelbyggeri AB
- 1988 Tostareds Kyrkorgelfabrik
- 1988 Bröderna Moberg
- 1988 Västbo Orgelbyggeri